# Jacques Vanière
Le père Jacques Vanière (1664-1739) fut un jésuite, poète et latiniste français.
Né à Causses, près de Béziers, dans une famille noble, il fit ses études à Béziers, au collège des Jésuites, futur Lycée Henri IV. Après la rhétorique, il entra en 1680 dans la Compagnie de Jésus où il fit ses deux années de noviciat, avant de faire sa philosophie au collège de Tours. C'est là qu'il révéla son talent pour la poésie latine en publiant le poème des Étangs ("Stagna") après avoir été incité à s'engager dans cette voie par le père Joseph Joubert (1640-1719), qui publiera un "Dictionnaire français et latin" en 1709.
Jacques Vanière enseigna ensuite les humanités et la rhétorique à Toulouse, puis à Montpellier. Rappelé à Toulouse par ses supérieurs, il fut mis à la tête de la maison des pensionnaires. Après avoir rempli ces fonctions pendant dix ans, on lui accorda la place d'écrivain dans le collège de Toulouse, ce qui lui permit de consacrer tous ses loisirs à la poésie.
En 1706, il publia la première version de son "Praedium rusticum", que les critiques comparèrent aux "Géorgiques" de Virgile, ce qui lui valut le surnom de « Virgile français ».
Nommé ensuite recteur du collège d'Auch, il n'y resta que trois ans, et revint à Toulouse, avant d'être envoyé à Paris en 1730 pour y plaider devant le Conseil d'État la légalité du legs accordé aux Jésuites de la bibliothèque de l'archevêque de Narbonne, Charles Le Goux de La Berchère ; donation qui était attaquée par les héritiers du prélat. Jacques Vanière perdit le procès, mais il fut reçu avec les plus grands honneurs dans la capitale. Tous les gens de lettres voulurent le voir et le connaître.
Il regagna ensuite Toulouse, où il obtint une pension qui lui permit de se consacrer à la rédaction d'un "Dictionnaire français-latin" auquel il travaillait depuis deux décennies. Mais cet ouvrage ne sera jamais édité.

## Œuvre
On lui doit :
- le Regia parnassi seu palatium musarum in quo synonyma, qui est un manuel de versification (Thiboust 2e édition 1677)
- le Praedium rusticum, en 16 livres, où il chante les travaux et les plaisirs de la campagne. Dans ce poème, il s'est rapproché de l'auteur des Géorgiques autant que le pouvait un moderne. Publié pour la première fois à Paris 1682, puis en 1710, toujours à Paris (chez Jean Le Clerc) en 10 chants seulement, il n'a paru complet qu'en 1730 (Toulouse : chez Pierre Robert). Il a été traduit en français par Bertrand d'Halouvry (1756), et par Antoine Le Camus (1756) et en italien par Gian Pietro Bergantini (1748).
- des Opuscula (1730), recueil de poésies fugitives ;
- un Dictionarium poeticum (Lyon, 1740), sorte de Gradus ad Parnassum.
- Jacobi Vanierii è Societate Jesu, Praedium rusticum : Nova editio auctior et emendatior, Toulouse, Pierre Robert, 1730 (lire en ligne)
- Jacobi Vanerii e societate Jesu Praedium rusticum : Nova editio, aucta eclogae R.P. Badon, Amsterdam, Petrus Justice, 1749 (lire en ligne)

### Source
- Marie-Nicolas Bouillet  et Alexis Chassang (dir.), « Jacques Vanière » dans Dictionnaire universel d’histoire et de géographie, 1878 (lire sur Wikisource)
- Florian Reynaud, Les bêtes à cornes (ou l'élevage bovin) dans la littérature agronomique de 1700 à 1850, Caen, thèse de doctorat en histoire, 2009, annexe 2 (4. 1710) ressources en ligne